# 818

## Mortes
- 3 de Outubro - Ermengarda de Hesbaye, rainha e imperatriz consorte de Luís, o Piedoso.